# Campeonato Carioca de Futebol de 1981
O Campeonato Carioca de Futebol de 1981 foi a 84.ª edição da principal divisão do futebol no Rio de Janeiro. O campeão foi o Flamengo e a média de público foi de 9.947 torcedores pagantes por jogo.

## Classificação

### 1º Turno (Taça Guanabara)
| Classificação | Classificação | Classificação | Classificação | Classificação | Classificação | Classificação | Classificação | Classificação | Classificação |
| Pos           | Time          | PG            | J             | V             | E             | D             | GP            | GS            | SG            |
| ------------- | ------------- | ------------- | ------------- | ------------- | ------------- | ------------- | ------------- | ------------- | ------------- |
| 1             | Flamengo      | 17            | 11            | 7             | 3             | 1             | 26            | 8             | +18           |
| 2             | America       | 16            | 11            | 6             | 4             | 1             | 12            | 4             | +8            |
| 3             | Botafogo      | 15            | 11            | 4             | 7             | 0             | 10            | 5             | +5            |
| 4             | Vasco da Gama | 14            | 11            | 6             | 2             | 3             | 19            | 10            | +9            |
| 5             | Bangu         | 12            | 11            | 2             | 8             | 1             | 12            | 12            | 0             |
| 6             | Campo Grande  | 11            | 11            | 4             | 3             | 4             | 16            | 17            | -1            |
| 7             | Americano     | 10            | 11            | 2             | 6             | 3             | 9             | 16            | -7            |
| 8             | Fluminense    | 9             | 11            | 2             | 5             | 4             | 12            | 18            | -6            |
| 9             | Volta Redonda | 8             | 11            | 2             | 4             | 5             | 13            | 18            | -5            |
| 10            | Serrano       | 7             | 11            | 2             | 3             | 6             | 10            | 14            | -4            |
| 11            | Olaria        | 7             | 11            | 2             | 3             | 6             | 7             | 12            | -5            |
| 12            | Madureira     | 6             | 11            | 2             | 2             | 7             | 10            | 22            | -12           |

### 2º Turno (Taça Ney Cidade Palmeiro)
| Classificação | Classificação | Classificação | Classificação | Classificação | Classificação | Classificação | Classificação | Classificação | Classificação |
| Pos           | Time          | PG            | J             | V             | E             | D             | GP            | GS            | SG            |
| ------------- | ------------- | ------------- | ------------- | ------------- | ------------- | ------------- | ------------- | ------------- | ------------- |
| 1             | Vasco da Gama | 23            | 11            | 10            | 2             | 0             | 26            | 8             | +18           |
| 2             | Flamengo      | 17            | 11            | 7             | 3             | 1             | 21            | 6             | +15           |
| 3             | Botafogo      | 17            | 11            | 7             | 3             | 1             | 17            | 6             | +11           |
| 4             | Bangu         | 14            | 11            | 6             | 2             | 3             | 13            | 12            | +1            |
| 5             | Fluminense    | 13            | 11            | 6             | 1             | 4             | 18            | 15            | +3            |
| 6             | America       | 13            | 11            | 5             | 3             | 3             | 14            | 11            | +3            |
| 7             | Campo Grande  | 12            | 11            | 5             | 2             | 4             | 12            | 11            | +1            |
| 8             | Volta Redonda | 7             | 11            | 1             | 5             | 5             | 12            | 19            | -7            |
| 9             | Serrano       | 6             | 11            | 1             | 4             | 6             | 7             | 13            | -6            |
| 10            | Olaria        | 5             | 11            | 1             | 3             | 7             | 6             | 18            | -12           |
| 11            | Americano     | 4             | 11            | 1             | 2             | 8             | 9             | 18            | -9            |
| 12            | Madureira     | 4             | 11            | 0             | 4             | 7             | 4             | 22            | -18           |

### 3º Turno (Taça Sylvio Corrêa Pacheco)
| Classificação | Classificação | Classificação | Classificação | Classificação | Classificação | Classificação | Classificação | Classificação | Classificação |
| Pos           | Time          | PG            | J             | V             | E             | D             | GP            | GS            | SG            |
| ------------- | ------------- | ------------- | ------------- | ------------- | ------------- | ------------- | ------------- | ------------- | ------------- |
| 1             | Flamengo      | 18            | 10            | 8             | 2             | 0             | 34            | 5             | +29           |
| 2             | Vasco da Gama | 15            | 10            | 6             | 3             | 1             | 20            | 10            | +10           |
| 3             | Fluminense    | 14            | 11            | 6             | 2             | 3             | 23            | 15            | +8            |
| 4             | Botafogo      | 14            | 11            | 6             | 2             | 3             | 17            | 13            | +4            |
| 5             | Bangu         | 12            | 11            | 4             | 4             | 3             | 12            | 9             | +3            |
| 6             | Americano     | 11            | 11            | 5             | 1             | 5             | 11            | 19            | -8            |
| 7             | Madureira     | 11            | 11            | 4             | 3             | 4             | 9             | 16            | -7            |
| 8             | Volta Redonda | 10            | 11            | 3             | 4             | 4             | 13            | 17            | -4            |
| 9             | Campo Grande  | 9             | 11            | 3             | 3             | 5             | 6             | 12            | -6            |
| 10            | Serrano       | 7             | 11            | 2             | 3             | 6             | 9             | 15            | -6            |
| 11            | America       | 7             | 11            | 2             | 3             | 6             | 8             | 18            | -10           |
| 12            | Olaria        | 2             | 11            | 1             | 0             | 10            | 5             | 18            | -13           |

## Finais
Por ter vencido dois dos 3 turnos do estadual de 1981, o Flamengo levantaria a taça contra o Vasco da Gama (vencedor do único turno não vencido pelo Fla) com um simples empate em qualquer uma das duas partidas da final. O Vasco, portanto, necessitava vencer as 3 partidas. Caso o jogo 3 terminasse empatado, o título seria decidido nos pênaltis.

### Jogo 1
| 29 de novembro | Flamengo | 0 – 2 | Vasco da Gama             | Maracanã, Rio de Janeiro                         |
|                |          |       | Roberto Dinamite 65', 77' | Público: 80,908 Árbitro: Alvimar Gaspar dos Reis |

| Flamengo | Vasco da Gama |

| Flamengo:              |    |           |         |                 |
|                        |    |           |         |                 |
| G                      | 1  | Cantareli |         |                 |
| LD                     | 2  | Leandro   |         | Substituído     |
| Z                      | 3  | Marinho   |         |                 |
| Z                      | 4  | Mozer     |         |                 |
| LE                     | 5  | Júnior    |         |                 |
| V                      | 6  | Andrade   |         |                 |
| M                      | 8  | Adílio    |         |                 |
| M                      | 10 | Zico      |         |                 |
| A                      | 7  | Tita      |         |                 |
| A                      | 9  | Nunes     | Expulso |                 |
| A                      | 11 | Lico      |         | Substituído     |
| Substituições:         |    |           |         |                 |
| LD                     | 13 | Nei Dias  |         | Entrou em campo |
| A                      | 15 | Anselmo   |         | Entrou em campo |
| Treinador:             |    |           |         |                 |
| Paulo César Carpegiani |    |           |         |                 |

| Vasco da Gama: |    |                  |                               |                 |
|                |    |                  |                               |                 |
| G              | 1  | Mazarópi         |                               |                 |
| LD             | 2  | Rosemiro         |                               |                 |
| Z              | 3  | Serginho         |                               |                 |
| Z              | 6  | Ivan             |                               |                 |
| LE             | 4  | João Luís        | Penalizado com cartão amarelo |                 |
| V              | 5  | Dudu             |                               |                 |
| V              | 8  | Marco Antônio    | Expulso                       |                 |
| M              | 9  | Amauri           | Penalizado com cartão amarelo | Substituído     |
| A              | 7  | Wilsinho         | Penalizado com cartão amarelo | Substituído     |
| A              | 10 | Roberto Dinamite |                               |                 |
| A              | 11 | Silvinho         |                               |                 |
| Substituições: |    |                  |                               |                 |
| Z              | 13 | Ricardo          |                               | Entrou em campo |
| M              | 16 | Ticão            |                               | Entrou em campo |
| Treinador:     |    |                  |                               |                 |
| Antônio Lopes  |    |                  |                               |                 |

### Jogo 2
| 2 de dezembro | Vasco da Gama        | 1 – 0 | Flamengo | Maracanã, Rio de Janeiro                        |
|               | Roberto Dinamite 88' |       |          | Público: 45,704 Árbitro: Édson Alcântara Amorim |

| Vasco da Gama | Flamengo |

| Vasco da Gama: |    |                  |                               |                 |
|                |    |                  |                               |                 |
| G              | 1  | Mazarópi         | Penalizado com cartão amarelo |                 |
| LD             | 2  | Rosemiro         |                               |                 |
| Z              | 3  | Serginho         |                               |                 |
| Z              | 6  | Ivan             |                               |                 |
| LE             | 4  | João Luís        | Expulso                       |                 |
| V              | 5  | Dudu             | Penalizado com cartão amarelo |                 |
| V              | 8  | Marquinho        |                               |                 |
| M              | 9  | Amauri           |                               |                 |
| A              | 7  | Wilsinho         |                               | Substituído     |
| A              | 10 | Roberto Dinamite |                               |                 |
| A              | 11 | Silvinho         |                               |                 |
| Substituições: |    |                  |                               |                 |
| M              | 15 | Ticão            |                               | Entrou em campo |
| Treinador:     |    |                  |                               |                 |
| Antônio Lopes  |    |                  |                               |                 |

| Flamengo:              |    |                   |                               |                 |
|                        |    |                   |                               |                 |
| G                      | 1  | Cantareli         | Penalizado com cartão amarelo |                 |
| LD                     | 2  | Leandro           |                               |                 |
| Z                      | 3  | Marinho           |                               |                 |
| Z                      | 4  | Mozer             |                               |                 |
| LE                     | 5  | Júnior            |                               | Substituído     |
| V                      | 6  | Andrade           |                               |                 |
| M                      | 8  | Adílio            |                               |                 |
| M                      | 10 | Zico              |                               |                 |
| A                      | 7  | Tita              | Penalizado com cartão amarelo |                 |
| A                      | 9  | Reinaldo Potiguar | Penalizado com cartão amarelo |                 |
| A                      | 11 | Lico              |                               | Substituído     |
| Substituições:         |    |                   |                               |                 |
| LD                     | 13 | Nei Dias          |                               | Entrou em campo |
| A                      | 16 | Baroninho         | Penalizado com cartão amarelo | Entrou em campo |
| Treinador:             |    |                   |                               |                 |
| Paulo César Carpegiani |    |                   |                               |                 |

### Jogo 3
- Esta partida ficou conhecida como "Jogo do Ladrilheiro", por conta da invasão de um torcedor do Flamengo (que se chamava Roberto Passos Pereira), que morava na Cidade de Deus (e por isso foi jocosamente chamado de ladrilheiro), logo após o Vasco marcar o seu gol, e interromper a partida.[3] Esta invasão fez com que os jogadores do Vasco da Gama ficassem nervosos, já que esfriou a partida (após o jogo, jogadores e dirigentes vascaínos acusaram o Flamengo de ter incentivado a invasão de "Ladrilheiro" ao gramado do Maracanã), diminuindo, assim, a chance de reação do Vasco.[2]

Ficha Técnica
| 6 de dezembro | Flamengo               | 2 – 1 | Vasco da Gama | Maracanã, Rio de Janeiro                          |
|               | Adílio 20' · Nunes 24' |       | Ticão 82'     | Público: 169,989 Árbitro: Alvimar Gaspar dos Reis |

| Flamengo | Vasco da Gama |

| Flamengo:              |    |                   |                               |                 |
|                        |    |                   |                               |                 |
| G                      | 1  | Raul              | Penalizado com cartão amarelo |                 |
| LD                     | 2  | Nei Dias          |                               |                 |
| Z                      | 3  | Marinho           | Penalizado com cartão amarelo |                 |
| Z                      | 4  | Mozer             |                               |                 |
| LE                     | 5  | Júnior            |                               | Substituído     |
| V                      | 6  | Andrade           | Penalizado com cartão amarelo |                 |
| M                      | 11 | Leandro           |                               |                 |
| M                      | 10 | Zico              | Penalizado com cartão amarelo |                 |
| A                      | 7  | Lico              |                               | Substituído     |
| A                      | 9  | Nunes             |                               |                 |
| A                      | 8  | Adílio            |                               |                 |
| Substituições:         |    |                   |                               |                 |
| Z                      | 13 | Figueiredo        |                               | Entrou em campo |
| A                      | 14 | Chiquinho Carioca | Penalizado com cartão amarelo | Entrou em campo |
| Treinador:             |    |                   |                               |                 |
| Paulo César Carpegiani |    |                   |                               |                 |

| Vasco da Gama: |    |                  |                               |                 |
|                |    |                  |                               |                 |
| G              | 1  | Mazarópi         |                               |                 |
| LD             | 2  | Rosemiro         |                               |                 |
| Z              | 3  | Serginho         |                               |                 |
| Z              | 6  | Ivan             |                               |                 |
| LE             | 4  | Gilberto         | Penalizado com cartão amarelo |                 |
| V              | 5  | Dudu             |                               |                 |
| V              | 8  | Marco Antônio    |                               |                 |
| M              | 9  | Amauri           |                               | Substituído     |
| A              | 7  | Wilsinho         | Penalizado com cartão amarelo |                 |
| A              | 10 | Roberto Dinamite | Penalizado com cartão amarelo |                 |
| A              | 11 | Silvinho         |                               |                 |
| Substituições: |    |                  |                               |                 |
| M              | 16 | Ticão            |                               | Entrou em campo |
| Treinador:     |    |                  |                               |                 |
| Antônio Lopes  |    |                  |                               |                 |